# Артета, Микель
Мике́ль Арте́та Аматриаи́н (исп. Mikel Arteta Amatriaín; 26 марта 1982, Сан-Себастьян) — испанский футболист, полузащитник, тренер, по национальности баск. Главный тренер английского клуба «Арсенал».
Начинал свою карьеру в «Барселоне Б», но не смог пройти в первую команду и был отдан в аренду французскому клубу «Пари Сен-Жермен». В следующем сезоне его подписал шотландский «Рейнджерс», с которым Микель выиграл чемпионат Шотландии, Кубок Шотландии и Кубок шотландской лиги в сезонe 2002/03. После успеха с «Рейнджерс» он отправился в «Реал Сосьедад», но не закрепился в основном составе и был отдан в аренду «Эвертону» во второй половине сезона 2004/05. Вскоре Микель подписал полноценный контракт с «ирисками», где играл несколько сезонов. 31 августа 2011 года, в последний день трансферного окна, его подписал «Арсенал». За «Арсенал» выступал до 2016 года, после чего завершил карьеру футболиста.
Артета играл в молодёжной сборной Испании, но в основную сборную никогда не вызывался.

## Клубная карьера

### Ранняя карьера
Микель начал футбольную карьеру в местном клубе «Антигуоко», где подружился с полузащитником Хаби Алонсо по причине того, что они вместе играли каждые выходные на пляжах Сан-Себастьяна и мечтали играть за «Реал Сосьедад». В 15 летнем возрасте Артета уехал в «Барселону», в то время как Алонсо подписал контракт с «Реалом Сосьедад». Несмотря на потенциал, Микель не смог пробиться в первую команду и уехал в «Пари Сен-Жермен» в 2000 году.

### «Рейнджерс»
Артета присоединился к шотландскому клубу в 2002 году. В дебютном сезоне он помог «Рейнджерс» выиграть Премьер-лигу, Кубок Шотландии и Кубок шотландской лиги. Также Микель закрепился в основном составе и стал любимцем болельщиков. Но травмы, потеря формы и ностальгия по дому загубили его второй сезон, и он был вынужден перейти в другой клуб.

### «Реал Сосьедад»
Он присоединился к «Реалу Сосьедад» за €5,2 миллионов в 2004 году, чтобы играть вместе со своим другом Алонсо. Однако Хаби перешёл в «Ливерпуль», и Артета был не в состоянии закрепиться в команде.

### «Эвертон»
В начале 2005 года Микель на правах аренды перешёл в «Эвертон» и до конца сезона сумел убедить руководство клуба выкупить свой трансфер. По его итогам «ириски» заняли 4-е место в Премьер-лиге и квалифицироваться в Лигу чемпионов.
В «Эвертоне» испанцу удалось стать одним из ключевых игроков команды, выступая в его составе на протяжении шести сезонов и разгоняя большинство атак команды. В 2006 и 2007 годах он был признан лучшим футболистом в составе команды.

### «Арсенал»
31 августа 2011 года он перебрался в лондонский «Арсенал», стоимость трансфера составила 10 млн фунтов, контракт рассчитан на 4 года. Переговоры по его переходу вышли тяжёлыми, так как сначала «Эвертон» не хотел его отпускать, а потом агент игрока затребовал довольно высокую зарплату. Однако Артета лично попросил Мойеса продать его «канонирам», а затем согласился снизить на 20 тысяч первоначальные требования по зарплате, которые составляли 90 тысяч фунтов в неделю. Этот трансфер стал самым последним трансфером 2011 года.

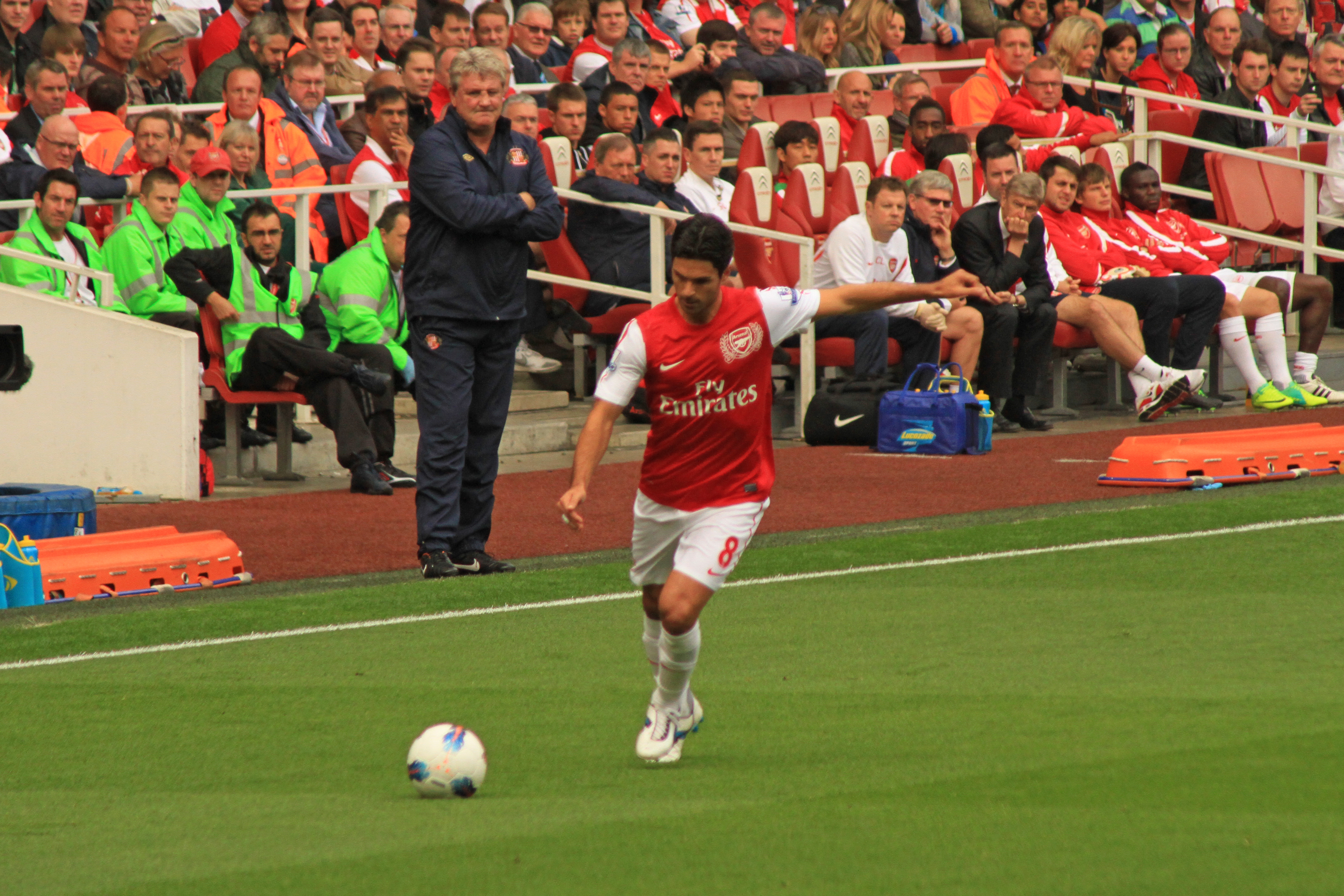
Артета в составе «Арсенала»

8 апреля 2012 года Артета на 87 минуте встречи с «Манчестер Сити» ударом с 30 метров принёс «канонирам» победу в матче, который было сводился к ничьей.
В матче 34-го тура чемпионата Англии против «Уиган Атлетик» Артета получил травму, заставившую его досрочно завершить сезон. Всего за сезон 2011/12 Артета принял участие в 29 матчах АПЛ и 6 встречах Лиги чемпионов.
В сезоне 2012/13 Артета стал вторым капитаном «Арсенала», после продажи Робина ван Перси (первым стал Томас Вермален). В том же сезоне, после продажи Робина ван Перси, Артета стал штатным пенальтистом команды. Первый свой пенальти в матче против «Фулхэма» (3:3) Артета не реализовал на дополнительных минутах второго тайма. Этот пенальти на данный момент остаётся единственным, не забитым Артетой.
В апреле 2014 года Артета объявил, что перед тем, как повесить бутсы на гвоздь, он намерен продлить контракт с «Арсеналом», после чего заняться тренерской работой.
В августе 2014 года Микель Артета стал капитаном лондонского «Арсенал».
15 мая 2016 года провёл свой последний матч за «Арсенал», выйдя на замену вместо Месута Озила, в котором забил гол в добавленное арбитром время. 16 мая 2016 года объявил о завершении карьеры футболиста.

## Тренерская карьера
3 июля 2016 года стало известно, что Артета войдёт в тренерский штаб Гвардиолы в «Манчестер Сити». При этом аналогичное предложение игроку делал и лондонский «Тоттенхэм».

### «Арсенал»
19 декабря 2019 года Микель Артета возглавил лондонский «Арсенал». Контракт подписан на 3,5 года. Значительно улучшить турнирное положение «Арсенала» Артете не удалось: команда лишь поднялась с 10-го на 8-е место, что стало её худшим результатом за последние 25 лет. Несмотря на это Артета привёл «канониров» к победе в Кубке Англии, в финале которого был обыгран «Челси». Также Артете удалось выиграть Суперкубок Англии, обыграв в серии пенальти «Ливерпуль».
Следующий сезон «Арсенал» вновь завершил на 8-м месте, а из кубковых турниров выбыл на ранних стадиях. В частности, 23 января 2021 года в матче 4-го раунда Кубка Англии, «Арсенал» уступил «Саутгемптону» со счётом 0:1 и покинул турнир, не сумев защитить титул. Подопечные Артеты могли скрасить сезон победой в Лиге Европы, однако в полуфинале уступили будущему победителю турнира «Вильярреалу». Выступление «канониров» привело к тому, что впервые за 25 лет клуб не сумел квалифицироваться в еврокубки.

## Игровая статистика
| Выступление      | Выступление      | Выступление      | Чемпионат | Чемпионат | Кубки | Кубки | Еврокубки | Еврокубки | Итого | Итого |
| Клуб             | Лига             | Сезон            | Игры      | Голы      | Игры  | Голы  | Игры      | Голы      | Игры  | Голы  |
| ---------------- | ---------------- | ---------------- | --------- | --------- | ----- | ----- | --------- | --------- | ----- | ----- |
| Пари Сен-Жермен  | Лига 1           | 2000/01          | 6         | 1         | 1     | 0     | 4         | 0         | 11    | 1     |
| Пари Сен-Жермен  | Лига 1           | 2001/02          | 25        | 1         | 7     | 2     | 10        | 1         | 42    | 4     |
| Пари Сен-Жермен  | Итого            | Итого            | 31        | 2         | 8     | 2     | 14        | 1         | 53    | 5     |
| Рейнджерс        | Премьер-лига     | 2002/03          | 27        | 4         | —     | —     | 1         | 0         | 28    | 4     |
| Рейнджерс        | Премьер-лига     | 2003/04          | 23        | 8         | —     | —     | 6         | 1         | 29    | 9     |
| Рейнджерс        | Итого            | Итого            | 50        | 12        | —     | —     | 7         | 1         | 57    | 13    |
| Реал Сосьедад    | Примера          | 2004/05          | 15        | 1         | 2     | 0     | —         | —         | 17    | 1     |
| Реал Сосьедад    | Итого            | Итого            | 15        | 1         | 2     | 0     | —         | —         | 17    | 1     |
| Эвертон          | Премьер-лига     | 2004/05          | 12        | 1         | 1     | 0     | —         | —         | 13    | 1     |
| Эвертон          | Премьер-лига     | 2005/06          | 29        | 1         | 5     | 1     | 3         | 1         | 37    | 3     |
| Эвертон          | Премьер-лига     | 2006/07          | 35        | 9         | 4     | 0     | —         | —         | 39    | 9     |
| Эвертон          | Премьер-лига     | 2007/08          | 28        | 1         | 2     | 0     | 7         | 3         | 37    | 4     |
| Эвертон          | Премьер-лига     | 2008/09          | 26        | 6         | 3     | 1     | 2         | 0         | 31    | 7     |
| Эвертон          | Премьер-лига     | 2009/10          | 13        | 6         | 1     | 0     | 2         | 0         | 16    | 6     |
| Эвертон          | Премьер-лига     | 2010/11          | 29        | 3         | 4     | 0     | —         | —         | 33    | 3     |
| Эвертон          | Премьер-лига     | 2011/12          | 2         | 1         | 1     | 1     | —         | —         | 3     | 2     |
| Эвертон          | Итого            | Итого            | 174       | 28        | 21    | 3     | 14        | 4         | 209   | 35    |
| Арсенал          | Премьер-лига     | 2011/12          | 29        | 6         | 3     | 0     | 6         | 0         | 38    | 6     |
| Арсенал          | Премьер-лига     | 2012/13          | 34        | 6         | 2     | 0     | 7         | 0         | 43    | 6     |
| Арсенал          | Премьер-лига     | 2013/14          | 31        | 2         | 6     | 1     | 6         | 0         | 43    | 3     |
| Арсенал          | Премьер-лига     | 2014/15          | 7         | 0         | 1     | 0     | 4         | 1         | 12    | 1     |
| Арсенал          | Премьер-лига     | 2015/16          | 9         | 0         | 4     | 0     | 1         | 0         | 14    | 0     |
| Арсенал          | Итого            | Итого            | 110       | 14        | 16    | 1     | 24        | 1         | 150   | 16    |
| Всего за карьеру | Всего за карьеру | Всего за карьеру | 380       | 57        | 47    | 6     | 59        | 7         | 486   | 70    |

## Тренерская статистика
| Команда | Страна | Начало работы   | Окончание работы | Результаты | Результаты | Результаты | Результаты | Результаты |
| Команда | Страна | Начало работы   | Окончание работы | И          | В          | Н          | П          | % побед    |
| ------- | ------ | --------------- | ---------------- | ---------- | ---------- | ---------- | ---------- | ---------- |
| Арсенал | Англия | 19 декабря 2019 | —                | 291        | 170        | 55         | 66         | 058,42     |
| Всего   | Всего  | Всего           | Всего            | 291        | 170        | 55         | 66         | 058,42     |

## Достижения

### В качестве игрока
«Пари Сен-Жермен»
- Обладатель Кубка Интертото: 2001

«Рейнджерс»
- Чемпион Шотландии: 2002/03
- Обладатель Кубка шотландской лиги: 2002/03
- Обладатель Кубка Шотландии: 2002/03

«Арсенал»
- Обладатель Кубка Англии: (2) 2013/14, 2014/15
- Обладатель Суперкубка Англии: (2) 2014, 2015

### В качестве тренера
«Арсенал»
- Обладатель Кубка Англии: 2019/20
- Обладатель Суперкубка Англии (2): 2020, 2023

### Личные
- Игрок года ФК «Эвертон» (2): 2005/06, 2006/07
- Тренер месяца английской Премьер-лиги (7): сентябрь 2021, март 2022, август 2022, декабрь 2022, январь 2023, март 2023, февраль 2024
- Офицер ордена Изабеллы Католической (2024)[19]

## Личная жизнь
Женат на бывшей обладательнице титула Мисс Испания Лорене Берналь, которая родила ему троих сыновей: Габриэля, Даниэля и Оливера.